# 1314.
◄ | 13. stoljeće | 14. stoljeće | 15. stoljeće | ►
◄ | 1280-ih | 1290-ih | 1300-ih | 1310-ih | 1320-ih | 1330-ih | 1340-ih | ►
◄◄ | ◄ | 1311. | 1312. | 1313. | 1314. | 1315. | 1316. | 1317. | ► | ►►
Arhitektura • Astronomija • Glazba • Knjige • Književnost • Kršćanstvo • Medicina • Pravo • Promet • Slikarstvo • Znanost

## Događaji
23. – 24. lipnja Bitka kod Bannockburna, škotski rat za nezavisnost

## Vanjske poveznice
|  | Zajednički poslužitelj ima još gradiva o temi 1314. |